# The Legend of Zelda: Majora's Mask 3D
The Legend of Zelda: Majora's Mask 3D é um jogo eletrônico de ação e aventura desenvolvido pela Grezzo e publicado pela Nintendo para o console portátil Nintendo 3DS. O jogo é uma recriação do título The Legend of Zelda: Majora's Mask, que foi originalmente lançado para o Nintendo 64 em 2000. O título foi lançado mundialmente em fevereiro de 2015, coincidindo com os lançamentos norte-americanos e europeus do New Nintendo 3DS e recebeu críticas positivas, com elogios particulares por sua jogabilidade acelerada, gráficos aprimorados e novos recursos.

## Jogabilidade
Assim como a versão original, o jogador controla Link que possuem três dias para salvar a terra de Termina de ser obliterada pela lua, com ajuda de diferentes máscaras e a ocarina para reiniciar o ciclo de três dias. Assim como o remake antecessor, The Legend of Zelda: Ocarina of Time 3D, Majora's Mask 3D é um remake aprimorado do Majora's Mask original, agora com gráficos 3D estereoscópicos aprimorados, texturas ambientais renovadas, aumento na taxa de quadros para 30 quadros por segundo, uma nova interface de usuário baseada em tela sensível ao toque e mira giroscópica. Quando o título é executado em um New Nintendo 3DS ou com o acessório Circle Pad Pro, o segundo analógico pode ser usado para controle completo da câmera de 360 graus.
Ao contrário de seu antecessor, houve muitas mudanças em grande e pequena escala feitas na transição para o Nintendo 3DS. Entre as principais mudanças e melhorias esta a inclusão da "Song of Double Time", que agora permite que o jogador pule para qualquer hora do dia em vez de apenas intervalos de seis horas. O Caderno dos Bombardeiros tornou-se muito mais abrangente, agora acompanhando praticamente todos os personagens envolvidos em qualquer tipo de missão, em oposição às dicas mais vagas no original. Os controles para cada uma das três principais transformações de máscara de Link: Deku, Goron e Zora, foram todos alterados em algum grau no remake. Por exemplo, Deku Link agora precisa de um início de corrida antes que ele possa pular em corpos d'água, as animações de Goron Link para atacar e desenrolar de uma bola foram aceleradas, e Zora Link agora utiliza magia para nadar e nada mais devagar, mas é mais fácil de controlar. O sistema de salvamento também foi completamente renovado; Antes, o jogo só podia ser salvo criando um ponto de suspensão temporário ou criando um salvamento permanente Agora o jogador pode salvar permanentemente fazendo check-in em qualquer uma das "estátuas corujas"  que habitam o mundo do jogo, substituindo ambos os métodos de salvamento do original. O sistema de dicas da "pedras Sheika" de Ocarina of Time 3D retorna em Majora's Mask 3D, oferecendo vídeos de dicas para jogadores que ficarem presos em um determinado ponto. Finalmente, um novo minij-jogo de pesca foi adicionado que não estava presente no jogo original.

## Desenvolvimento
O produtor da série The Legend of Zelda, Eiji Aonuma, e a desenvolvedora Grezzo iniciaram o desenvolvimento do Majora's Mask 3D imediatamente após o lançamento de Ocarina of Time 3D, em junho de 2011, depois de ser sugerido por Shigeru Miyamoto. O projeto em si, no entanto, foi colocado em segredo em grande parte de seu desenvolvimento, com Aonuma e outros envolvidos não confirmando e nem negando a existência do jogo, mas sim, sugerindo que um remake de Majora's Mask era uma possibilidade, dependendo do interesse e do número de vendas. Durante o desenvolvimento, Aonuma jogou diversas vezes a versão original, criando uma lista de coisas que seriam ajustadas no remake. Isso ficou coloquialmente conhecido como a lista "what in the world" (o que havia no mundo, em tradução livre), composta por momentos que poderiam ser mudados na versão final e vistos como "difíceis" para a maioria dos jogadores. Após o primeiro rascunho, a lista foi passada para a equipe da Grezzo e atualizada regularmente com as experiências dos próprios desenvolvedores com a versão de Nintendo 64. Na época, Aonuma também estava trabalhando em A Link Between Worlds ao mesmo tempo que trabalhava com Majora's Mask 3D, ele compartilhou diversas ideias e temas desse jogo e incorporou-os na recriação. Além disso, como a produção do jogo demorou bastante tempo, a Grezzo foi instruída a incluir suporte para novos modelos de Nintendo 3DS na segunda metade do desenvolvimento, como o controle de câmera com o C-Stick.

## Jogabilidade
Assim como na versão original de Nintendo 64, o jogo segue Link, que tem apenas três dias para salvar a terra de Termina antes que esta seja destruída pela lua. O jogador utiliza várias habilidades usando diversas máscaras distintas e também a Ocarina do Tempo para redefinir o ciclo de três dias. Assim como seu antecessor, The Legend of Zelda: Ocarina of Time 3D, o Majora's Mask 3D conta com gráficos 3D estereoscópicos aprimorados, texturas ambientais renovadas, um aumento na taxa de quadros para 30 quadros por segundo, nova interface de usuário que utiliza a tela inferior do console e utilização do sensor giroscópio para mirar. Caso seja jogado no New Nintendo 3DS, o segundo analógico do console pode ser usado para controlar a câmera em uma visão de 360 graus.

## Recepção
Majora's Mask 3D recebeu "críticas geralmente positivas", de acordo com o agregador Metacritic. A Game Informer elogiou as mudanças, afirmando que "algumas mudanças são pequenas, enquanto outras afetam drasticamente o ritmo, mas cada mudança valeu a pena e foi bem-vinda. [...] Os fãs que jogaram o primeiro jogo notarão as mudanças feitas na Majora's Mask, não importa o quão leves elas sejam mas estou firmemente afirmando que "a mudança é boa", embora ainda seja frustrante com a repetição causada pelas restrições de tempo. A Polygon elogiou muitas mudanças e melhorias, particularmente relacionados ao diário, o visual e os chefes do jogo, observando que o remake "refina a estrutura [do jogo original] e o faz sem comprometer a premissa". No entanto, muitos fãs do jogo original expressaram opiniões negativas em relação ao novo título, não apenas devido à diminuição da dificuldade, mas por causa de suas mudanças em coisas como música menos impactante, iluminação dos cenários e as mudanças na mecânica da natação. Alguns jogadores utilizaram modificações no jogo para desfazer algumas dessas mudanças.
No final de fevereiro de 2015, mês de lançamento, 515.000 cópias físicas e digitais foram vendidas nos Estados Unidos. Até o final de março, 730.000 cópias haviam sido vendidas. Após cinco semanas de disponibilidade no Japão, mais de 390.000 cópias foram vendidas. Em 31 de março de 2015, o jogo vendeu 2,03 milhões de cópias em todo o mundo.